# Conte di Hardwicke

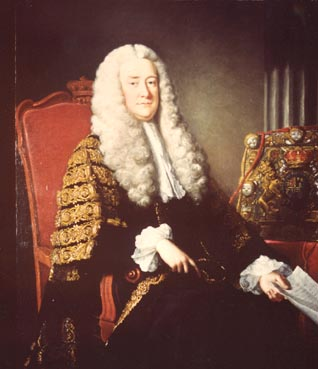
Ritratto di Philip Yorke, I conte di Hardwicke, di Thomas Hudson, 1735.

Conte di Hardwicke è un titolo nella Paria di Gran Bretagna. È stato creato nel 1754 per Philip Yorke, I barone di Hardwicke, Lord Cancelliere della Gran Bretagna (1737-1756). Era già stato creato barone di Hardwicke, nel 1733, e visconte Royston, allo stesso tempo.
Gli succedette suo figlio maggiore, il secondo conte. Egli rappresentò Reigate e Cambridgeshire nella Camera dei Comuni e fu Lord Luogotenente del Cambridgeshire. Lord Hardwicke sposò Lady Jemima Campbell, unica figlia di John Campbell, III conte di Breadalbane, e nipote ed erede di Henry Grey, I duca di Kent.
A Lord Hardwicke succedette suo nipote, il terzo conte. Era il figlio di Charles Yorke, secondo figlio del primo conte. Era un politico di primo piano e fu Lord Luogotenente d'Irlanda (1801-1805). Lord Hardwicke morì senza eredi maschi superstiti e gli succedette il nipote, il quarto conte. Era il figlio del viceammiraglio Sir Joseph Sidney Yorke, terzo figlio del già citato Charles Yorke.
Suo figlio, il quinto conte, fu un politico conservatore e fu Derby come Comptroller of the Household e sotto Benjamin Disraeli come Maestro della Buckhounds. Gli succedette il figlio, il sesto conte. Ha inoltre ricoperto cariche politiche e fu sottosegretario di Stato per le Colonie e Sottosegretario di Stato per la Guerra nelle amministrazioni conservatrici di Lord Salisbury e Arthur Balfour. Tuttavia, morì celibe e gli succedette suo zio, il settimo conte. Era un capitano della Royal Navy. Suo figlio maggiore, l'ottavo conte, succedette a suo nipote, il nono conte. A partire dal 2010 i titoli sono detenuti dal nipote del nono conte, il decimo conte, che gli succedette nel 1974.

## Conti di Hardwicke (1754)
- Philip Yorke, I conte di Hardwicke (1690-1764)
- Philip Yorke, II conte di Hardwicke (1720-1790)
- Philip Yorke, III conte di Hardwicke (1757-1834)
- Charles Yorke, IV conte di Hardwicke (1799-1873)
- Charles Yorke, V conte di Hardwicke (1836-1897)
- Albert Yorke, VI conte di Hardwicke (1867-1904)
- John Yorke, VII conte di Hardwicke (1840-1909)
- Charles Yorke, VIII conte di Hardwicke (1869-1936)
- Philip Yorke, IX conte di Hardwicke (1906-1974)
- Joseph Yorke, X conte di Hardwicke (1971)